# Within Dividia
Within Dividia — дебютный студийный альбом канадской маткор-группы The End, выпущенный в 2004 году компанией Relapse Records. Альбом стал первым релизом в составе группы для вокалиста Аарона Волфа, сменившего Тайлера Сэмрик-Палматира. Within Dividia был задуман как концептуальный альбом в стиле нуар, в центре сюжета которого находилось мистическое поместье «Dividia». Альбом был положительно оценен музыкальными критиками, высоко отметивших техничность музыкантов и привнесение в звучание коллектива мелодизма.

## Запись и выпуск
С начала 2003 года группа приняла участие в непродолжительном туре по восточной части США совместно с The Dillinger Escape Plan, Poison The Well и Lamb of God. Затем The End отправились в североамериканское турне вместе с Between the Buried and Me, в рамках которого коллектив также выступил на New Jersey Metal and Hardcore Festival. Группа также была приглашена в качестве исполнителя на выставку лейбла Relapse Records. Летом, после завершения концертов, The End направились в Квебек, где приступили к работе над своим дебютным полноформатным альбомом.
Альбом был записан на Wild Studios в канадском Уинсоре под руководством Пьера Ремиллара, работавшим с Cryptopsy, Misery Index и Gorguts. Мастеринг релиза был осуществлен Скоттом Халлом в Visceral Sound. Непосредственно перед релизом альбома музыканты подписали новый контракт с Relapse Records. Within Dividia был издан 13 января 2004 года в Северной Америке и 26 января в Европе.

## Музыкальный стиль
Альбом по задумке музыкантов должен был передать нуарную атмосферу вымышленного поместья «Dividia», с обитателями которого происходят различные мистические события. Как и предыдущий релиз The End, Transfer Trachea Reverberations from Point: False Omniscient, второй студийный альбом был записан в жанре маткор под влиянием техничного дэт-метала, местами приближенном при этом к грайндкору. При этом музыканты отказались от хаотичного звучания своего предыдущего релиза, добавив в свой стиль гитарные гармонии для более выраженного мелодизма, что в дальнейшем сохранится на последующей пластинке музыкантов, Elementary, выдержанном в более «лёгком» но таком же мелодичном стиле.

## Приём
| Оценки критиков   | Оценки критиков |
| Источник          | Оценка          |
| ----------------- | --------------- |
| AllMusic          | [ 5 ]           |
| powermetal.de     | Положительная   |
| Austin Chronicles | [ 7 ]           |
| Laut.de           | [ 8 ]           |

Within Dividia получил положительные оценки критиков, высоко оценивших более разнообразное звучание, в сравнении с предшествующим мини-альбомом группы, а также мастерство барабанщика Энтони Салайко и техничность гитарных партий Стива Уотсона и Эндрю Эркулеса. Херберт Хвалек из Powermetal.de в качестве достоинств альбома отметил сочетание экстремальности маткора с мелодизмом, добавив при этом, что релиз подойдет любителям данного жанра, но его музыкальное наполнение не может соперничать с более значительными коллективами маткора вроде The Dillinger Escape Plan. Дарси Стивенс из Austin Chronicles похвалил музыкантов за техничность исполнения композиций, а также за оформление упаковки диска, которое точно передаёт общее настроение пластинки. Михаэль Эдель из Laut.de отозвался о музыкальном стиле коллектива как о «щепотке Neurosis, с небольшим добавлением Mastodon и зарядом The Dillinger Escape Plan». При этом рецензент поставил альбому две звезды из четырёх, добавив, что релиз заслушивает внимание любителей техничного метала. В ретроспективной рецензии AllMusic обозреватель высоко оценил динамическую структуру песен, гармоничность и мелодику звучания, а также продуманную последовательность композиций, создающую «сфокусированный поток» музыки.

## Концертный тур
После выпуска альбома группа отправилась в большой тур по Канаде и нескольким городам США, озаглавленный как Aggressive Tendencies Tour 2004, который стартовал с выступления в Сент-Катаринс, в клубе L3 Nightclub. Главными спонсорами гастролей при этом стали канадский журнал Exclaim! и телевизионная компания MuchLOUD. Четырёхнедельное турне завершилось 29 мая 2004 года выступлением The End в Детройте в рамках фестиваля Never Say Die Fest 2004.

## Список композиций
| №  | Название                     | Длительность |
| -- | ---------------------------- | ------------ |
| 1. | «These Walls»                | 4:41         |
| 2. | «Fetesque»                   | 3:55         |
| 3. | «The Sense Of Reverence»     | 3:04         |
| 4. | «The Scent Of Elegance»      | 3:13         |
| 5. | «Organelle (In She We Lust)» | 4:11         |
| 6. | «Dear Martyr»                | 3:43         |
| 7. | «Orthodox Unparalleled»      | 5:25         |
| 8. | «Of Fist And Flame»          | 5:19         |

## Участники записи
The End
- Аарон Вольф — вокал, перкуссия
- Стив Уотсон — гитара
- Шон Дули — бас-гитара
- Энтони Салайко — ударные
- Эндрю Эркулес — гитара

Технический персонал
- Пьер Ремиллар — продюсирование
- Скотт Халл — мастеринг
- Джонатан Кэнади — оформление